# ژان-لویی اشلسر
ژان-لویی اشلسر (فرانسوی: ‎Jean-Louis Schlesser‎‎؛ زادهٔ ۱۲ سپتامبر ۱۹۴۸ در نانسی، مرت-ا-موزل) رانندهٔ سابق مسابقات اتومبیل‌رانی اهل فرانسه است که در فصل ۱۹۸۳، و دوباره در فصل ۱۹۸۸ در مجموع در دو گراند پری از مسابقات جهانی فرمول یک شرکت کرد، اما موفق به کسب هیچ امتیازی نشد.